# 大鸿米店
大鸿米店，1995年中国电影。黄健中执导，陶泽如主演。北京电影制片厂制作。影片改编自苏童小说《米》。因其敏感的伦理题材在当时备受争议，制作完成后在大陆封杀。直至7年后于2003年3月才解禁得以上映。

## 剧情
旧中国时期，由于连年灾荒、民不聊生。五龙是一个逃荒的农民，来到县城谋生，被大鸿米店的冯老板看他力气大便收留他做伙计。
冯老板的大女儿绮云是个自命清高、心肠歹毒的女子，对五龙百般刁难。小女儿织云生性风骚，小时候就被当地财主六爷包下做了小老婆。经常对五龙百般挑逗。一次偶然的机会，让五龙发现织云与六爷手下的打手阿保的奸情，随即向六爷告发。后来阿保就这样被六爷杀掉了。不久织云有了身孕，冯老板带着女儿来六爷家提亲，却被已知情的六爷羞辱了一番后被赶出门去。随后五龙在茶馆的人口中得知阿保已被六爷杀掉扔入河中。当晚织云又来挑逗五龙，五龙终于按耐不住便和织云在米槽里发生了性关系。这一切都被冯老板看在眼里，为了遮丑冯老板便把织云嫁给了五龙。
新婚之夜，五龙收到了六爷的礼物，竟是阿保的性器，这使他深感恐惧，为避免六爷的毒手，五龙冒险亲自到六爷处当面脱裤想要自阉认罪，没想到竟得到六爷的赏识。然而冯老板并没把五龙当女婿，而是与绮云联合在背后指使人暗杀五龙。五龙死里逃生，带着满腔的仇恨回到了米店，用枪指着冯老板与绮云发誓不会就此罢休。冯老板被吓得病倒瘫痪在床起不了身。性情大变的五龙对织云百般欺凌与折磨，对绮云更是动了邪念。就在织云临产之夜，五龙撬开了绮云的房门，将她拖到米槽里粗暴强奸了她，躺在病榻上的冯老板在两个女儿撕心裂肺的惨叫声中绝望地死去……

### 与原著的出入
原著中冯老板临死还戳瞎了五龙一只眼睛，吕六爷没有死于爆炸而是事后在上海遇刺。影片以五龙得势不久就被神秘人枪杀告终，原著后续的五龙与绮云结婚生下二子一女、二子害死妹妹、相继成年成家却在抗日战争期间先后遭遇家变、五龙后来遭到织云之子复仇等情节因而毫无展现。

## 演员表
1. 五龙------陶泽如 饰
2. 织云------石兰   饰
3. 绮云------杨昆   饰
4. 冯老板----王振荣 饰
5. 六爷------夏宗佑 饰
6. 阿保------朱德承 饰